# 方正 (少将)
方正（1914年—1997年），又名方拍发，湖南平江人，中国人民解放军少将。
1930年，参加中国工农红军，历任红三军团炮兵排排长、总政治部宣传队队长、红二十九军政治部教育科科长，参加了中央苏区反围剿战役和长征。抗日战争期间，担任湘鄂赣军区分区副政委，河南军区分区司令员。参加了中原突围和淮海战役。1952年，毕业于南京军事学院，历任军事学院战术教授会教员、战史教授会主任，济南军区副参谋长、军区副政委。1955年被授予少将军衔。获二级八一勋章、二级独立自由勋章、二级解放勋章。1997年，去世。 